# Tom Banks
Tom Banks (19 de abril de 1949 (75 años), New York City) es un físico teórico en la Universidad de California en Santa Cruz y profesor en la Universidad Rutgers. Su obra se centra sobre la teoría de cuerdas y sus aplicaciones a la física de partículas de alta energía y la cosmología. En 1973, recibió su Ph.D. en física por el Instituto Tecnológico de Massachusetts. Fue varias veces profesor visitante en el Institute for Advanced Study de Princeton (1976-78, 1983-84, y en 2010).
Junto a Willy Fischler, Stephen Shenker, y Leonard Susskind, es uno de los cuatro originadores de la teoría M(atrices), o Teoría de Matrices BFSS, un intento de formular la teoría M de una manera no perturbativa. Banks propuso una conjetura conocida como la Oscuridad asintótica - postulando que la física por encima de la escala de Planck está dominada por la producción de agujero negro. A menudo se ha criticado la suposición generalizada en la comunidad de la teoría de cuerdas que los espacio-tiempos con diferentes asintóticas pueden representar diferentes estados vacíos de la misma teoría de la gravedad cuántica. Por el contrario, sostiene que diferentes asintóticas corresponden a diferentes modelos de la gravedad cuántica. Muchos de sus argumentos a favor de esta y otras ideas están contenidas en su artículo "A Critique of Pure String Theory: Heterodox Opinions of Diverse Dimensions." publicado en 2003.